# Mãe Stella de Oxóssi
Maria Stella de Azevedo Santos, Mãe Stella de Oxóssi, Odê Caiodê (Odé Kayode; Salvador, 2 de maio de 1925 – Santo Antônio de Jesus, 27 de dezembro de 2018) foi a quinta Ialorixá do Ilê Axé Opô Afonjá em Salvador, Bahia.

## Biografia
Maria Stella de Azevedo Santos nasceu no dia 2 de maio de 1925, em Salvador, Bahia. É a quarta filha de Esmeraldo Antigno dos Santos e Thomázia de Azevedo Santos. Seus irmãos, por ordem de nascimento são: Coryntha de Azevedo Santos (falecida), Bellanizia de Azevedo Santos (falecida), José de Azevedo Santos, Milta de Azevedo Santos e Adriano de Azevedo Santos (falecido).
Sua avó materna foi Theodora Cruz Fernandes, filha de Maria Conibabê, africana de etnia ebá. Aos nove anos de idade, Maria Conibabê estava na aldeia quando mandaram que ela entregasse uma encomenda em um navio, assim que chegou foi presa e trazida para o Brasil.
Sua tia, Dona Arcanja, também conhecida como Dona Menininha, tinha o posto de arobá no Gantois e de Sobaloju no Opô Afonjá nos tempos de Mãe Aninha, de quem era afilhada. Por volta dos treze anos de idade, Mãe Stella apresentou um comportamento não esperado, o que fez com que Dona Arcanja procurasse ajuda do oluô Pai Cosme de Oxum, que informou que mãe Stella deveria ser iniciada e que seu caminho era de ialorixá. Com isso Dona Arcanja decidiu procurar Mãe Menininha do Gantois. Dona Joaninha, que era governanta da casa, foi que acompanhou Mãe Stella na consulta. Depois de esperar muito para ser atendida, uma filha do Gantois apareceu na sala e avisou que ninguém mais seria atendido naquele dia. Aborrecida, Dona Joaninha seguiu para casa, e relatou o ocorrido à Dona Arcanja, que resolveu levar Mãe Stella ao Ilê Axé Opô Afonjá no dia 25 de Dezembro de 1937, quando foi apresentada à Mãe Aninha. Esta entregou Mãe Stella aos cuidados de Maria Bibiana do Espírito Santo, Mãe Senhora.
Mãe Stella relatou:
"Voltei para casa com a imagem de tia Aninha, imponente e misteriosa, que com um gesto meio mágico tirou uma fruta – uma maçã vermelha – de uma grande gamela que estava no altar de Xangô, e me entregou. Achei ótimo, esnobei meus irmãos, ainda mais quando me disseram: - Só você ganhou a fruta do pé do santo... Não me saía da cabeça a imagem da ossidagã. Só falava nela e, então, fui informada de que ossidagã era o cargo que ela ocupava no axé. Um ano depois, voltei com minha tia Arcanja, a Sobaloju do Opô Afonjá, e Joaninha, companheira de todas as horas. Tia Aninha já tinha falecido e a ossidagã reinava como ialorixá do Axé Opô Afonjá."
Em 12 de setembro de 1939, aos quatorze anos, Mãe Stella foi iniciada por Mãe Senhora e recebeu orucó (nome) de Odê Caiodê. Mãe Stella conta que quando foi realizada sua iniciação, ela "não pensava em nada", "não tinha noção" do que estava acontecendo:
"É interessante o desígnio, a força dos orixás. Meu caminho era ser ialorixá. Se tivesse ficado no Gantois, casa que guarda os santos de minha avó e meus tios, não poderia realizar meu caminho. Só em 1976, quando fui escolhida lá, entendi isso... é engraçado a força do odu, do destino. Era uma guerra de orixás. Minha herança era de Iansã – minha avó Theodora –, mas Odé me queria."
Lizete Fernandes Copque, prima, companheira de infância de Mãe Stella e iniciada no Gantois para Iansã, relembra:
"Vi Stella voltar para casa de cabeça raspada, com 14 anos. De vez em quando ela caçava; mandava que eu e meus irmãos sentássemos e caçava, dançando; era igual ao que se vê hoje no barracão."
Mãe Stella estudou no colégio Nossa Senhora Auxiliadora, dirigido pela professora D. Anfrísia Santiago. Formou-se pela Escola de Enfermagem e Saúde Pública, exercendo a função de Visitadora Sanitária por mais de trinta anos.
Em 29 de junho de 1964, foi designada Colabá por Mãe Senhora. Filha dileta de sua mãe-de-santo, pouco a pouco foi aprendendo os grandes mistérios e segredos do candomblé. Ainda em vida de Mãe Senhora fizera exercer a função de mãe de uma iaô - Celenita – que era filha de Ogum.
Em 19 de março de 1976, foi escolhida para ser a quinta ialorixá do Ilê Axé Opô Afonjá, conforme consta no livro de atas do conselho religioso do próprio terreiro, a seguir:
Transcrição da ata registrada no dia 19 de março de 1976 do livro de Atas do Conselho Religioso:

Aos dezenove dias do mês de março de 1976 (hum mil novecentos e setenta e seis), presentes 136 pessoas, todas com suas assinaturas gravadas no livro de Atas do Conselho Religioso deste Axé, às 10 horas e 45 minutos, no Barracão, eu, Fernando José Pacheco Vasquez, Secretário da Sociedade Civil (Obá Xorum), dirigi-me a todos os presentes, solicitando que se aproximassem da mesa onde seria realizado o jogo para a escolha da futura ialorixá, uma vez que antes do jogo ser iniciado, o professor Agenor Miranda, Babalaô, considerado o único Oluô no Brasil, filho espiritual da falecida Eugênia Ana dos Santos (Mãe Aninha), irmão da também falecida Ondina Valéria Pimentel, vindo do Rio de Janeiro exclusivamente para esta cerimônia, irá fazer uma dissertação do que acontecerá em seguida. Com a segurança que lhe é peculiar, e a franqueza de sempre, ele se dirigiu aos presentes nos seguintes termos: "Não estou aqui para ser agradável a quem quer que seja, sei que muitos dos presentes já fizeram sua escolha, porém eu estou aqui para cumprir a determinação de Xangô, e advirto a todos os filhos e filhas, Obás e Ogãs, e a todos vinculados a este Axé, que vontade de Xangô é Lei, é sagrada, e sua escolha, sobre quem quer que caia, terá de ser por todos acatada e respeitada, e a filha deste Axé que for por ele escolhida não deverá se deixar levar pelo coração, e deverá, sim, agir com justiça e sabedoria, promovendo a união de todos, e acima de tudo ter pulso forte para manter a hierarquia, doa em quem doer". A hierarquia, ele repetia que tinha de ser mantida acima de tudo. Sentou-se em seguida para dar início ao jogo. Ao seu lado direito estava sentada Eutrópia de Castro (Iaquequerê), aos eu lado esquerdo o Açobá Deoscóredes dos Santos, e em volta destes, representações do Engenho Velho, Gantois, Bate-Folha, e de diversas outras Casas da Bahia e do Rio de Janeiro, e ainda os membros do Conselho Religioso. O Professor Agenor Miranda segurou os búzios e concentrou-se. Todos os presentes conservaram um silêncio absoluto, atentos ao professor. Ele deu início à leitura, e falou EJIONILÊ, recolheu os búzios e, após uma pausa, jogou-os novamente e falou ODI, e novamente usados os búzios falou Oxé, em seguida Ossá, após nova concentração usou novamente os búzios e falou EJILASEBORÁ, apresentando Oxóssi, em seguida falou Ofum trazendo Orucó de Odê Caiodê; novamente o professor usou os búzios e voltaram Ossá e Oxê, os Odus de Odê Caiodê, filha do Axé a quem Xangô escolhia e determinava ser a nova ialorixá. O professor Agenor se dirigiu aos presentes, dizendo que se ali, naquele momento, houvesse algum Oluô, ou pessoa que sabe ler nos búzios, que se aproximasse e viesse ler e constatar o que ali estava determinado por Xangô. Em seguida, como é de praxe, o Açobá partiu um OROBÔ e pediu a Xangô confirmação do que disseram os búzios, e por duas vezes seguidas a palavra foi confirmada com Alafiá. O Professor Agenor procurou saber quem atendia pelo nome de Odê Caiodê, e Stela Azevedo se apresentou e foi notificada pelo Professor Agenor ser ela a escolhida por Xangô para dirigir os destinos do Axé. Dirigindo-se a mim, solicitou que eu notificasse em voz alta o que Xangô acabara de determinar. Comuniquei aos presentes que, por determinação e vontade de Xangô, fora escolhida a filha do Axé de nome Stela Azevedo - Odê Caiodê - Colabá, para ser a ialorixá a partir daquele instante. Todos os presentes acolheram minhas palavras de pé e com uma salva de palmas. Em seguida, um a um, os filhos deste Axé de Opô Afonjá, os representantes das diversas casas ali presentes, os visitantes, todos, enfim, foram cumprimentar a nova Ialaxé, que se curvava à vontade de Xangô, e como mais nada atinente ao assunto tivesse de ser registrado, encerrei a ata feita no livro de Atas do Conselho Religioso, assinando a mesma, em Salvador, 19 de março de 1976, eu, Fernando José Pacheco Vasquez, Secretário (Obá Xorum), o Presidente Carybé, senhor Hector Bernabó (Otum Obá Onasocum) e os diretores presentes, Mario M. Bastos, Deoscóredes Maximiliano dos Santos.
Quando Mãe Stella foi escolhida ialorixá do Ilê Axé Opô Afonjá, Dona Milta explicou que não conseguia aceitar o peso da responsabilidade que caía sobre os ombros da irmã:
"Corri para dona Menininha do Gantois, implorando que ela desse um jeito, mas ela, Mãe Menininha, disse: 'Isso não é comigo, isso é com os orixás, eles sabem que Stella tem força, eles a conhecem. Vi que era um poder maior e lembrei de Camões, 'Cesse tudo o que a Musa antiga canta, que outro valor mais alto se alevanta...' Vi que não podia fazer nada."
Em 1981, Mãe Stella visitou templos e casas de orixás em Oxobô na Nigéria. Ela cumprimentava as pessoas, era recebida por todos e, uma vez, ao entoar um canto para Oxum, à sua voz incorporaram-se outras. Houve total entendimento e todos se emocionaram. O mesmo se deu nas cidades de Ilê-Ifé e Edê. Apesar das barreiras linguísticas, fez amigos e foi homenageada. Em 1983 o professor Wande Abimbola, à época reitor da Universidade de Ilê-Ifé, fez questão de realizar em Salvador, na Bahia, a II Conferência da Tradição dos Orixá e Cultura, porque sabia haver em Salvador raízes profundas da cultura iorubá.
O primeiro pronunciamento público de Mãe Stella foi na II Conferência Mundial de Tradição dos Orixá e Cultura, de 17 a 23 de Julho de 1983, em Salvador, quando lançou ideias originais sobre o sincretismo. Ela também participou da III Conferência Mundial de Tradição dos Orixás e Cultura, em 1986, em Nova Iorque, Estados Unidos.
Em 1987, Mãe Stella integrou a comitiva organizada por Pierre Verger para a comemoração da Semana Brasileira na República do Benin, na África. Sua presença mereceu destaque e ela foi recebida com honras de líder religiosa.
Em 1999, Mãe Stella conseguiu o tombamento do Ilê Axé Opô Afonjá pelo Instituto do Patrimônio Histórico e Artístico Nacional (IPHAN), órgão ligado ao Ministério da Cultura.

## Morte e sucessão
Faleceu na cidade de Santo Antônio de Jesus, no Hospital Incar, onde se internara no dia 27 de dezembro de 2018 para tratar de uma infecção; ela havia se mudado da capital do estado para a cidade do Recôncavo, Nazaré das Farinhas, após ter sofrido um AVC que a deixara sem visão e com os movimentos limitados.
A mudança de Mãe Stella para Nazaré se deu de forma traumática; ela fora levada por sua companheira, a filha-de-santo e psicóloga Graziela Dhomini, que foi acusada pelos integrantes do Terreiro Ilê Axé Opó Ofonjá de impossibilitar que pudessem visitar a Ialorixá, processando-a por isto; esta por sua vez havia denunciado à polícia a forma com que fora expulsa do templo.
No dia 28 de dezembro de 2019, Ana de Xangô foi escolhida como nova líder religiosa do terreiro, após jogo de ifá celebrado por Balbino Daniel de Paula, o Obarai. Mãe Ana foi iniciada no candomblé por Mãe Stella no próprio Ilê Axé Opô Afonjá.

## Prêmios
- Em 2001 ganhou o prêmio jornalístico Estadão  na condição de fomentadora de cultura.
- Em 2009, ao completar setenta anos de iniciação no Candomblé, recebeu o título de Doutor Honoris Causa[5] da Universidade do Estado da Bahia. É detentora da comenda Maria Quitéria  (Prefeitura do Salvador), Ordem do Cavaleiro (Governo da Bahia) e da comenda do Ministério da Cultura.
- Em 2010, recebeu das mãos da vereadora Olívia Santana uma placa pelo centenário do terreiro Opó Afonjá ao lado do ministro da Cultura, Juca Ferreira e do secretário estadual da Cultura, Márcio Meirelles, no Plenário da Câmara de Salvador, Bahia. (fontes: Diário Oficial do Legislativo, 15 de julho de 2010.)
- Em 2013, foi eleita por unanimidade para ocupar a cadeira 33 da Academia de Letras da Bahia, cujo patrono é o poeta Castro Alves.[6] Tomou posse no dia 12 de setembro de 2013.

## Livros
- "E Dai Aconteceu o Encanto", Maria Stella de Azevedo Santos e Cleo Agbeni Martins; Salvador, 1988.
- "Meu Tempo é Agora", Maria Stella de Azevedo Santos. 1a Edição: Editora Oduduwa, São Paulo, 1991. 2a Edição: Vol.1. Salvador, BA: Assembleia Legislativa da Bahia, 2010.
- "Lineamentos da Religião dos Orixás - Memória de ternura"- Cléo Agbeni Martins, 2004; participação especial de Mâe Stella - Alaiandê Xirê- ISBN 8590467813.
- "Òsósi - O Caçador de Alegrias", Mãe Stella de Òsósi, Secretaria da Cultura e Turismo, Salvador, 2006
- "Owé - Provérbios" - Salvador - 2007.
- "Epé Laiyé- terra viva", conta a história de uma árvore que ganha pernas e vai lutar pela construção de um mundo que respeita o meio ambiente. Em sua trajetória o personagem ganha ajuda do orixá Oçânhim, divindade que domina o conhecimento sobre o mundo vegetal. Salvador - 2009.
- "Opinião - Maria Stella de Azevedo Santos - ialorixá do Ilê Axé Opô Afonjá - Um presente de A TARDE para a história", reunião de textos publicados no jornal A TARDE na coluna "Opinião".